# Net Koene

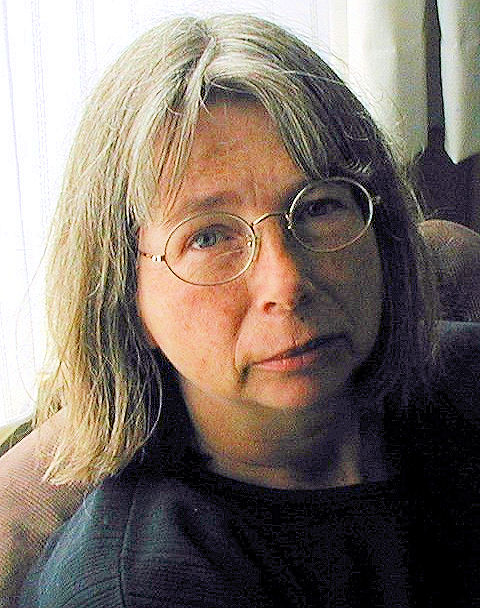
Net Koene

Netta „Net“ Frederika Koene (* 1946 Heemstede) ist eine niederländische Linguistin und Philosophin.

## Leben
Net Koene entwickelte in den letzten Jahrzehnten eine neue empirische Theorie, die von denjenigen Formen der Sprache ausgeht, die man in der Sequenz von Lauten (im Original: „sounds“) des Sprechers erkennt. Diese Sequenz von Lauten beinhaltet eine systematische Auswahl von Intonation und Rhythmus, die ihrerseits eine Vielzahl von Kombinationen zulassen. Die Theorie hat zum Ziel, jeden systematischen Beitrag, den diese Lautformen zum Verständnis seitens des Hörers leisten, zu erfassen.
Koene stellt grundlegende Überlegungen über das Funktionieren des Gehirns und den Verstand an. Mit seinen Lauten, so Koene, erlange der Sprecher über die Distanz zum Hörer hinweg Kontrolle (im Original: „remote control“, dt. „Fernbedienung“) über die Mechanismen des Gehirn des Hörers. Dies sind Mechanismen, die der Welt um ihn herum durch jede einzelne Form und jedes einzelne Fragment eine Gestalt verleihen. So wird diese Welt im Bewusstsein des Hörers heraufbeschworen, als wenn sie tatsächlich da wäre. Logische Formen, etwa Formen der Negation, spielen in diesem Prozess keine Rolle.
„Die Verbindung zwischen Sprache und Welt kann empirisch dort untersucht werden, wo sie entsteht: nämlich immer dann, wenn ein Hörer die Wirklichkeit, über die gesprochen wird, aus der Sprache konstruiert“ sagte Koene 2007.
Ihre Theorie stellte Koene zum ersten Mal 1984 im Rahmen ihrer Doktorarbeit an der Universität von Amsterdam (UvA) vor. Die Weiterentwicklung und ausführliche Darstellung ihrer Theorien findet sich in ihrem zuletzt veröffentlichten Buch „The shape of information“.
Net Koene wohnt in Amsterdam, ist verheiratet und hat zwei Kinder.

## Publikationen
- De eigen systematiek van de natuurlijke taal. Dissertation UvA 1984.
- Form and interpretation. A one to four relation. In: Theoretical Linguistics 14. 1988, S. 1–33
- Ambiguity: syntactic and prosodic form in empirical semantics. In: R. Bartsch, J. van Benthem, P. van Emde Boas (Hrsg.): Semantics and Contextual Expression, Dordrecht Foris 1989, S. 57–73.
- The shape of information. How language gets hold of the world. Nodus Publikationen, Münster 2007.